# Henri Sorvali
Henri Sorvali (Finlandia, 19 ottobre 1978) è un tastierista e chitarrista finlandese, conosciuto per il suo lavoro nei Moonsorrow come chitarrista e tastierista e nei Finntroll come tastierista e chitarrista.
Nella metà degli anni novanta ha anche suonato come tastierista con i The Rasmus.
Henri è il cugino di Ville Sorvali, cantante e bassista dei Moonsorrow. Nel mondo musicale è anche conosciuto con il soprannome "Trollhorn".